# Ricardo León
Ricardo Francisco León Román Jaramago Guraya (Barcelona, 15 de outubro de 1877 - Galapagar, 6 de dezembro de 1942) foi um poeta espanhol. Autor de El amor de los amores, escrito em 1907, ganhador do Prêmio Fastenrath da Real Academia Espanhola.